# Chāyā
Chāyā (छाय sanscrită chāyā - umbră, sclipire, frumusețe, apărare) - Una dintre cele 4 soții  Arhivat în 13 august 2007, la Wayback Machine. ale zeului solar Sūrya, în mitologia vedică, și sora (sau numai umbra) zeiței Sanjñá. Aceasta din urmă a fugit, părăsindu-și soțul (Soarele), lăsându-și în urmă umbra (Chāyā), care i-a luat locul, dându-se drept Sanjñá .
- Este mama lui Śani, a lui Manu-Sāvara și a râului Tapatī.